# Benjamin Boukpeti
Benjamin Kudjow Thomas Boukpeti est un kayakiste né le 4 août 1981 à Lagny-sur-Marne (France), pratiquant le slalom. Possédant la double nationalité franco-togolaise, il défend les couleurs du Togo en compétition.
En 2004, il a participé à ses premiers Jeux olympiques et a terminé à la quinzième place de l'épreuve de slalom K1. En 2008, à Pékin, il a terminé à la troisième position et a offert au Togo sa toute première médaille olympique.

## Biographie

### Enfance et débuts
Benjamin Boukpeti est né d'une mère française et d'un père togolais le 4 août 1981. Bien que possédant la double nationalité, il a vécu toute sa vie en France mais a choisi de représenter le pays de son père, le Togo. Son frère Olivier est également kayakiste mais défend les couleurs de la France.
À peine terminé son aventure olympique, Benjamin est retourné dans son pays afin d’organiser le 3e camp sportif Amadonsa en compagnie de son entraîneur, Jean-Jérôme Perrin, et de coordinateurs locaux, regroupant plus de 300 enfants dans 8 disciplines olympiques. Le sport est un défi de taille pour ce petit pays qui ne compte que 5 millions d’habitants.
Benjamin Boukpeti a fait des études de management à Toulouse.
Il est membre du club des Champions de la Paix, un collectif d'athlètes de haut niveau créé par Peace and Sport, organisation internationale basée à Monaco qui œuvre pour la construction d'une paix durable grâce au sport. Il participe aux Ateliers Sportifs PJJ au service de l’insertion professionnelle des jeunes. Il a également été speaker lors du 8ème Forum International Peace and Sport. 
Le CNOT (Comité National Olympique du Togo) annonce la candidature de Benjamin Boukpeti à l’un des postes de la commission des athlètes du CIO (Comité International Olympique). L'élection aura lieu en Aout 2016 pendant les Jeux Olympiques de RIO.

## Carrière sportive
Benjamin Boukpeti commence la pratique du kayak à Lagny dans le canoë kayak Lagny  à l'âge de 10 ans, et choisit le slalom à 15 ans. Face au nombre de kayakistes en France et à la suite d'une série de blessures aux épaules l'ayant empêché de commencer le programme d'entraînement à temps, il choisit de concourir pour le Togo mais s'entraîne depuis 2006 au sein de la structure professionnelle Team Amadonsa, basée en Afrique du Sud  et codirigée par un Français (Jean-Jérôme Perrin) et un Sud-Africain (Cameron Macintosh) .
Depuis il porte les couleurs du Canoë-Kayak toulousain.

### Compétitions
Il participe aux Jeux olympiques de 2004 à Athènes dans la compétition de kayak K1. Lors des séries, il termine à la 15e place et se qualifie ainsi pour les demi-finales, où il termine 18e.

## Palmarès
En janvier 2008, il remporte les premiers championnats africains de kayak à Nairobi et se qualifie pour les Jeux olympiques de Pékin. En juillet 2008, lors de la Coupe du monde de kayak, il termine à la deuxième place.
Entraîné par Jean-Jérôme Perrin, Benjamin Boukpeti prend part à ses deuxièmes Jeux olympiques en 2008. Il se qualifie pour la finale, obtenant le meilleur temps de la demi-finale, puis remporte la médaille de bronze en finale. Il s'agit là de la première médaille olympique pour le Togo,. Pour exprimer sa joie, Benjamin a brisé sa pagaie sur son kayak à son arrivée en bas du bassin.
Benjamin Boukpeti prend le départ des Jeux de Londres de 2012 après 4 années de préparation très difficiles, avec une sérieuse blessure à l’épaule en 2011. Malgré ces incidents, il parvient à se hisser dans le club très serré des finalistes olympiques, terminant à la 10e place.
Il est médaillé d'argent aux Championnats d'Afrique de slalom 2012.